# خوسيه إف. إسكوبار
خوسيه إف. إسكوبار (بالإسبانية: José Fernando Escobar)‏ هو رياضياتي كولومبي، ولد في 20 ديسمبر 1954 في مانيزاليس في كولومبيا، وتوفي في 3 يناير 2004 بسبب سرطان.